# Todesstrafe in Namibia

Todesstrafe in Afrika:
vollständig abgeschafft
nur in Sonderstrafverfahren (z. B. Kriegsrecht)
Hinrichtungsstopp
angewendet

Die Todesstrafe in Namibia, d. h. auf dem Gebiet des heutigen Namibia, dem ehemaligen Südwestafrika bzw. Deutsch-Südwestafrika, war die höchste zu verhängende Strafe. Mit der Unabhängigkeit am 21. März 1990 wurde die Todesstrafe in Namibia per Verfassung (Kapitel 3, Artikel 5) abgeschafft.
Dem Ausschluss der Todesstrafe waren intensive Gespräche im Rahmen der Verfassunggebenden Versammlung Namibias 1989 vorausgegangen, wobei sich z. B. der spätere Premier- und Verteidigungsminister Nahas Angula nicht direkt gegen die Todesstrafe aussprach und der spätere Umwelt- und Tourisminister Niko Bessinger die Möglichkeit der Nutzung der Todesstrafe in besonderen Fällen für sinnvoll erachtete. Andere Komiteemitglieder wiederum sprachen sich dafür aus die Thematik ganz aus der Verfassung herauszulassen.
Seitdem schwere Straftaten in Namibia seit Anfang der 2000er Jahre zunahmen, wurde die Einführung der Todesstrafe auf nicht-politischer Ebene erneut mehrfach kontrovers diskutiert. Auch politische Forderungen nach der Todesstrafe nahmen zu, zuletzt 2024 von der SWANU of Namibia. Die Christian Coalition of Churches in Namibia (CCCN) forderte 2025 die Todesstrafe für Frauen- und Kindesmord.

## Geschichte
Die Todesstrafe wurde bereits zur deutschen Kolonialzeit verhängt. Am  8. November 1896 wurde diese auch gegen sogenannte Eingeborene eingeführt.
Zuletzt wurde die Todesstrafe auf dem Gebiet des ehemaligen Südwestafrika nach südafrikanischem Recht im Mai 1988 an Sagarias Ariseb durch Hängen vollstreckt. Der 25-Jährige war im November 1987 des Mordes für schuldig befunden worden. 1989 wurde das letzte auf südwestafrikanischem Boden verhängte Todesurteil in eine lebenslange Freiheitsstrafe umgewandelt.